# 苔黑酚
苔黑酚（英語：Orcinol，也称作5-甲基-1,3-苯二酚，或3,5-二羟基甲苯）是一种天然的烷基间苯二酚类化合物，化学式CH3C6H3(OH)2，和3,5-二羟基戊苯为同系物，在茶漬衣屬（Lecanora）等多种地衣中有发现。
它可由3,5-二硝基甲苯在Pd/C催化下经氢气还原为3,5-二氨基甲苯，再和亚硝酸反应得重氮盐，经硫酸水解后制得。